# Taurul furios
Taurul furios (în engleză Raging Bull) este un film biografic american din 1980  regizat de Martin Scorsese și adaptat de Paul Schrader și Mardik Martin din memoriile Raging Bull: My Story. Din distribuție fac parte Robert De Niro în rolul lui Jake LaMotta, un boxer de categoria mijlocie a cărui furie sadomasochistă și gelozie sexuală îi distrug viața familială. În film joacă și Joe Pesci în rolul lui Joey, fratele și managerul lui LaMotta care încearcă să-și ajute fratele să depășească momentele dificile dar și Cathy Moriarty în rolul tinerei neveste a lui LaMotta, abuzată adesea de acesta. În alte roluri apar Nicholas Colasanto, Theresa Saldana și Frank Vincent, a cărui relație profesională cu regizorul Martin Scorsese este bine cunoscută.
După ce părerile au fost împărțite la apariția filmului, acesta este considerat astăzi ca unul dintre cele mai bune filme realizate vreodată.
Povestea lui Jake LaMotta, fost campion de box la categoria mijlocie, al cărui succes și a cărui tenacitate în ring au fost contrabalansate de agitata sa viață personală , plină de furie, gelozie și suspiciune, direcționate în special către soția și fratele său (care îi era și manager). Din cauza acestor izbucniri, Jake rămâne în final falit, singur și nemângâiat.

## Distribuție
- Robert De Niro  ca Jake LaMotta[2]
- Cathy Moriarty ca Vickie Thailer[2]
- Joe Pesci ca Joey LaMotta[2]
- Nicholas Colasanto ca Tommy Como[2]
- Theresa Saldana ca Lenora LaMotta (soția lui Joey)[2]
- Frank Vincent ca Salvy "Batts"[2]
- Mario Gallo ca Mario[2]
- Frank Adonis ca Patsy
- John Turturro as Man at Webster Hall Table (necreditat)

## Premii și nominalizări

### Premiul Oscar
- Premiul Oscar pentru cel mai bun actor - Robert De Niro (câștigat)
- Premiul Oscar pentru cel mai bun montaj - Thelma Schoonmaker (câștigat)
- Premiul Oscar pentru cel mai bun actor în rol secundar - Joe Pesci (nominalizat)
- Premiul Oscar pentru cea mai bună actriță în rol secundar - Cathy Moriarty (nominalizat)
- Premiul Oscar pentru cea mai bună imagine - Michael Chapman (nominalizat)
- Premiul Oscar pentru cel mai bun regizor - Martin Scorsese (nominalizat)
- Premiul Oscar pentru cel mai bun film - Irwin Winkler, Robert Charoff (nominalizat)
- Premiul Oscar pentru cel mai bun sunet - Donal O. Mitchell, Bill Nicholson, David J. Kimball, Les Lazarowitz (nominalizat)

### Premiul BAFTA
- BAFTA pentru cel mai bun montaj - Thelma Schoonmaker (câștigat)
- BAFTA pentru cel mai promițător nou venit în industria filmului - Joe Pesci (câștigat)
- BAFTA pentru cel mai bun actor - Robert De Niro (nominalizat)
- BAFTA pentru cel mai promițător nou venit în industria filmului - Cathy Moriarty (nominalizat)

### Premiul Globul de Aur
- Premiul Globul de Aur pentru cel mai bun actor (dramă) - Robert De Niro (câștigat)
- Premiul Globul de Aur pentru cel mai bun regizor - Martin Scorsese (nominalizat)
- Premiul Globul de Aur pentru cel mai bun film (dramă) (nominalizat)
- Premiul Globul de Aur pentru cel mai bun actor în rol secundar - Joe Pesci (nominalizt)
- Premiul Globul de Aur pentru cea mai bună actriță în rol secundar - Cathy Moriarty (nominalizat)
- Premiul Globul de Aur pentru cel mai bun scenariu - Paul Schrader, Mardik Martin (nominalizat)
- Premiul Globul de Aur pentru noul star feminin al anului - Cathy Moriarty (nominalizat)